# Le Faucon éternel
Le Faucon éternel (titre original : The Hawk Eternal) est un roman de fantasy de David Gemmell paru en 1995 en anglais et en 2012 en français (traduction de Leslie Damant-Jeandel pour les éditions Bragelonne). Il est dédié au jeune écrivain anglais Matthew Newman, hémophile ayant contracté le virus HIV par injection de produits contaminés.
Ce livre appartient au diptyque de La Reine faucon :
- Tome 1 : Reine des batailles
- Tome 2 : Le Faucon éternel

L'histoire a lieu dans un monde secondaire inspiré des Îles Britanniques du Haut Moyen Âge britannique où les clans des Highlands doivent faire face à l’expansionnisme des Aenirs inspirés des Vikings. Elle est reliée à celle de Reine des batailles par une multitude paradoxes temporels entremêlés les uns aux autres. Lues ensemble, les deux histoires constituent une relecture science-fantasy de la légende du roi Arthur.

## Résumé
Le druide Taliesen essaye désespérément de réparer les dégâts causés aux lignes du temps par l’ambition de Caracis. Dans la multitude des avenirs possibles Sigarni meurt et les Highlanders sont anéantis par les cruels Aenirs venus d’au-delà les portails. L’orphelin Gaelen recueilli par Caswallon le héros farlain est peut-être la dernière chance pour que les Highlanders du passé et du futur se sauvent mutuellement.

## Personnages[3]
Highlanders :
- Clan Farlain

Caswallon, fils de Mira et d’un père inconnu, héros highlander (voir Reine des batailles) ; Donal son jeune fils
Gaelen, des Cinq de la Bête, dit Œil-de-Sang, orphelin lowlander adopté par Caswallon
Render, surnommé Rena par Donal, chien-loup de Gaelen
Oracle, anciennement Caracis des Farlains, guerrier puissant mais vaniteux
Cambil, fils de Padris, père d’Agwaine et Deva, seigneur de chasse ; Rhianna, son épouse décédée
Nabara, ancienne chienne de guerre de Cambil, mère de Render
Deva, fille de Cambil, Fille des Jeux, flirte avec Layne et Gaelen en attendant l’époux prédit qui fera d’elle une reine
Leofas, champion à l’épée ; Maerie son épouse décédée
Badraig, père de Draig, père adoptif de Gwalchmai, chasseur
Agwaine, des Cinq de la Bête, fils de Cambil
Layne, des Cinq de la Bête, fils de Leofas, champion au javelot
Lennox, des Cinq de la Bête, fils de Leofas, champion de force
Gwalchmai, des Cinq de la Bête, fils adoptif de Badraig
Durk, fermier solitaire de la vallée ouest, époux de Kareen
Kareen, orpheline servant Caswallon avant d’épouser Durk
Onic, jeune archer ; Ridan, son demi-frère
Draig, fils de Badraig et ami d’Agwaine
Cael et Ectas, amis d’Agwaine
Larain, amie de Deva
Tesk, membre du Conseil des Farlains, Larcia son épouse sage-femme
Mesric du clan Farlain, barde
Padris, père de Cambil, père adoptif de Caswallon, ancien seigneur de chasse
Maerie, jeune fille ; Beric, homme de clan ; Arcis, fermier taciturne
- Clan Pallides

Maggrig, père de Maeg, beau-père de Caswallon, seigneur de chasse
Maeg, fille de Maggrig, épouse de Caswallon
Intosh, champion à l’épée
Telor, meneur vaniteux
Adduga, archer
Erlik, jeune et grand chasseur ; Askar son chien de guerre
- Clan Haestens

Laric, seigneur de chasse du Clan Haestens
Lara, fille de Laric ; Jarka et Plessie, nièces de Laric
Astel, fiancée de Caracis emportée par la maladie dans sa jeunesse
- Clan Loda

Dunild, seigneur de chasse des Lodas
- Clan Grigor

Patris, seigneur de chasse des Grigors

Aenirs :
Agrist, père d’Asbidag, ancien allié de Caracis
Asbidag, fils d’Agrist, roi aenir
Swangild, ancienne maîtresse d’Asbidag
Agnetha d’Asegard, sorcière aenire maîtrisant la magie nadire
Tostig, fils aîné d’Asbidag, chef aenir
Ongrist, fils d’Asbidag, chef aenir
Barsa, fils d’Abidag, chef aenir, capitaine des Loups des Bois
Drada, fils d’Asbidag, ancien prince en otage à l’étranger, stratège aenir
Orsa, fils d’Asbidag, berserker aenir
Jostig, fils d’Asbidag
Aeslang, fils d’Asbidag
Anius, fils de Casta, neveu d’Asbidag transformé en chien-garou
Briga, ancien mentor de Draga devenu capitaine huscarl de ce dernier
Donic, maitre de chasse d’Asbidag
Borak, guerrier aenir, champion à la course
Snorri Filsdeloup et Bemar, guerriers aenirs
Asta et Karis, éclaireurs aenirs
Chiens-garous créés par sorcellerie

Compagnons de Sigarni :
Dame Sigarni, dite la Reine Faucon, dite la Reine des Batailles, Chef de Guerre des Clans (voir Reine des batailles)
Faucon Rouge, capitaine et amant de Sigarni
Odrin, capitaine de Sigarni (voir Reine des batailles)
Fell, capitaine de Sigarni (voir Reine des batailles)
Ballistar, nain amoureux de Sigarni (voir Reine des batailles)
Asmidir, général de Sigarni (voir Reine des batailles)
Gwalch, mystique ami de Sigarni (voir Reine des batailles)
Cei, père adoptif de Sigarni (voir Reine des batailles)

Marcheurs des Étoiles :
Taliesen, gardien des portails, élève d’Astole (voir Reine des batailles)
Astole, dit l’Abbé du Bois Noir, inventeur des portails, maître de Taliesen
Bedwyr, protecteur d’Astole et gardien du dernier portail vers Vallon
Nerist, élève de Taliesen, ancêtre de Caswallon
Metas, druide de Vallon, élève de Taliesen
Garvis, jeune druide de Vallon
Sesta des Haestens, vieux druide
Blean, Cateris, Mordic, Marcheurs des Étoiles

Le temps des légendes :
Earis, Ier Grand Roi des Highlands qui conduisit les siens les siens au-delà des étoiles
Eska, principal opposant à Earis
Farla Ier, chef ayant mené les highlanders ou Druin il y a 600 ans
Poing-de-Fer, roi highlander légendaire (voir Reine des batailles)
Cabril Loquet Noir, Grigor le danseur de feu, Dunbar, héros highlanders légendaires

Autres :
Morgase, fille du Comte de Jastey ivre de vengeance, maîtresse d’Asbidag ; ses frères non nommés
Comte de Jastey, chef outlander vaincu par Sigarni (voir Reine des batailles)
Baron Ranulph Gottason, chef outlander vaincu par Sigarni (voir Reine des batailles)
Jakata Khan, mystérieux sorcier qui veut le cœur de Sigarni pour lancer un maître sortilège (voir Reine des batailles)
La Bête, démon majeur invoqué par Jakuta Khan pour traquer Sigarni à travers l’espace et le temps (voir Reine des batailles)
Atrols, démons du 1er enfer invoqués par Jakuta Khan pour tuer Sigarni (voir Reine des batailles)
Martellus, commandant en chef des Lowlands du Nord
Leon, boucher lowlander d’Ateris ; Bacheron, vieux chef lowlander
Vashinu des Renards, souverain d’un royaume au-delà des portails renversé par Caracis et Agrist